# Нортфилд (Кентаки)
Нортфилд (енгл. Northfield) град је у америчкој савезној држави Кентаки.

## Демографија
По попису из 2010. године број становника је 1.020, што је 50 (5,2%) становника више него 2000. године.
| Група             | 2000.       | 2010.       |
| Белци             | 908 (93,6%) | 890 (87,3%) |
| Афроамериканци    | 41 (4,2%)   | 91 (8,9%)   |
| Азијати           | 12 (1,2%)   | 19 (1,9%)   |
| Хиспаноамериканци | 8 (0,8%)    | 14 (1,4%)   |
| Укупно            | 970         | 1.020       |